# Western Australian Open 1974
Il Western Australian Open 1974 è stato un torneo di tennis giocato sull'erba. È stata la 5ª edizione del torneo, che fa parte dei Tornei di tennis maschili indipendenti nel 1974 e dei Tornei di tennis femminili indipendenti nel 1974. Si è giocato a Perth in Australia, dal 9 al 15 dicembre 1974.

## Campioni

### Singolare maschile
Ross Case ha battuto in finale  Geoff Masters con il punteggio di 6–4 7–6 4–6 7–6

### Doppio maschile
Informazione non disponibile

### Singolare femminile
Margaret Court ha battuto in finale  Ol'ga Morozova con il punteggio di 6–4, 7–5

### Doppio femminile
Ol'ga Morozova /  Martina Navrátilová hanno battuto in finale  Lesley Hunt /  Kazuko Sawamatsu con il punteggio di 6–1, 6–3